# Tancred de Conversano
Tancred de Conversano a fost un nobil normand din sudul Italiei, devenit conte de Brindisi.
Tancred era cel mai tânăr fiu al contelui Godefroi de Conversano, la moartea căruia (după 1085) a devenit conte de Brindisi.
Fratele mai mare al lui Tancred, Alexandru a succedat tatălui lor în comitatul de Conversano. În 1121, contele Roger al II-lea de Sicilia a invadat Basilicata pentru a anexa comitatul de Montescaglioso, care fusese anterior deținut de sora sa Emma, în baza dreptului soțului său decedat, Rudolf Macabeu. În aprilie, Tancred l-a sprijinit pe ducele Guillaume al II-lea de Apulia și pe principele Boemund al II-lea de Taranto și Antiohia în acțiunea de cucerire a castelului Basento, din cadrul comitatului de Montescaglioso asupra căruia Roger avea pretenții. Cu sprijinul papei Calixt al II-lea, a fost totuși încheiat un trat, care a pus capăt ostilităților dintre descendenții lui Tancred de Hauteville. Tancred a fost recunoscut în poziția de conte de Brindisi.
Tancred a devenit parte a marii coaliții a rebelilor, care mai includea pe principele Robert al II-lea de Capua, contele Rainulf al II-lea de Alife, Grimoald de Bari, Godefroi de Andria și Roger de Ariano. În primăvarea anului 1129, Roger a pătruns în peninsulă în fruntea unei puternice armate pentru a pretinde Apulia după moartea lui ducelui Guillaume  din 1127. Mulți dintre principi i s-au supus, însă în vara lui 1131, atunci când Roger s-a retras, Grimoald și Tancred s-au revoltat imediat și au preluat portul Brindisi, deținându-l împotriva lui Roger. În mai 1132, Grimoald a fost capturat, iar Tancred a fost cruțat doar cu condiția promisiunii de a participa la cruciadă. El a renunțat la Brindisi pentru 20 de monede de aur.
Tancred se pregătea pentru participarea la cruciadă când o insurecție a izbucnit în apropierea sa. El s-a raliat răscoalei la Montepeloso. Acolo, el a preluat comanda rebelilor din Apulia, care dețineau Melfi, Venosa, Barletta și multe alte orașe. Roger s-a aruncat asupra lor și a cucerit orașele centrale, tăind astfel legătura lui Tancred cu aliații din Capua, după care a izolat chiar Montepeloso. Rainulf de Alife a trimit 40 de cavaleri conduși de Roger de Plenco pentru a-l ajuta, însă chiar și cu aceștia Tancred nu mai putea rezista. După două săptămâni de asediu, orașul a capitulat.
Tancred a fost trimis ca prizonier în Sicilia, moment din care nu se mai știe nimic despre soarta lui.